# Talbot River
Talbot River är ett vattendrag i Kanada.   Det ligger i provinsen Ontario, i den sydöstra delen av landet, 290 km väster om huvudstaden Ottawa.
Omgivningarna runt Talbot River är en mosaik av jordbruksmark och naturlig växtlighet. Runt Talbot River är det ganska glesbefolkat, med 34 invånare per kvadratkilometer.